# Harpalycé (fille d'Harpalycos)
Pour les articles homonymes, voir Harpalycé.

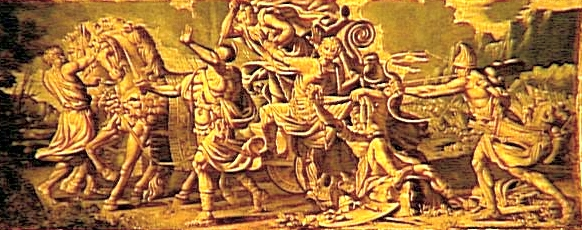
Harpalyce, fille d'Harpalicus, retire son père entre les mains de ses ennemis, peinture de Claude-François Vignon au palais de Versailles, plafond de l'antichambre de la reine. XVIIe siècle.

Dans la mythologie grecque, Harpalycé ou Harpalyce (en grec ancien Ἁρπαλύκη : louve prédatrice) est une princesse guerrière chasseresse, fille d'Harpalycos, roi d'une partie de la Thrace.

## Mythologie
La mère d'Harpalycé meurt alors que sa fille est encore enfant ; son père la nourrit avec du lait de génisse et de jument. Il souhaite qu'elle lui succède plus tard et l'éduque au maniement des armes ; Harpalycé parvient ainsi à sauver son père blessé lorsqu'il est attaqué par Néoptolème, de retour de la guerre de Troie .
Mais son père était aussi un tyran et est tué lors d'une révolte de son peuple contre lui ; Harpalycé se retire dans la forêt, où elle mène une vie de chasseresse, faisant de fréquentes incursions dans les campagnes voisines pour voler le bétail des bergers, et courant si vite pour s'échapper que les chevaux des poursuivants ne pouvaient pas l'atteindre. Les paysans finissent par la capturer dans des filets de chasse et la mettent à mort.
Après sa mort, se crée la coutume d'organiser des fêtes auprès du monticule funéraire d'Harpalycé et d'y effectuer en son honneur des combats simulés.

## Dans les arts et en littérature
Harpalycé serait l'un des modèles de Virgile pour la guerrière Camille dans l'Énéide.
Une peinture de Claude-François Vignon dans les voussures du Salon de Mars du château de Versailles représente Harpalyce délivrant son père prisonnier.

### Sources antiques
- Hygin, Fables [détail des éditions] [(la) lire en ligne] (193, 252)
- Servius, Commentaire à l'Énéide [détail des éditions] [(la) lire en ligne] (1, 317)
- Virgile, Énéide [détail des éditions] [lire en ligne] (1, 317 ; 11, 532-915)

### Autres sources
- Grand dictionnaire universel du XIXe siècle
- (de) Otto Crusius, « Harpalyke 1 », dans : Wilhelm Heinrich Roscher (dir.), Ausführliches Lexikon der griechischen und römischen Mythologie, vol. 1.2, Leipzig, 1890, col. 1835–1837 Lire en ligne.
- (de) Katharina Waldner, « Harpalyke 1 », dans Der Neue Pauly, vol. 5, Stuttgart 1998.